# Drużkopol
Drużkopol (ukr. Дружкополь) – dawne miasteczko na Ukrainie na terenie rejonu horochowskiego w obwodzie wołyńskim. Obecnie stanowi część wsi Żurawniki.

## Historia
Wiosną 1828 r. w drodze do Wiednia zatrzymali się tutaj na kilkanaście dni dwaj polscy poeci romantyczni, Seweryn Goszczyński i Michał Grabowski. W dobie powstania listopadowego, w Drużkopolu gen. Józef Dwernicki mianował Michała Czackiego regimentarzem województwa wołyńskiego. Za II Rzeczypospolitej Drużkopol należał do wiejskiej gminy Brany w powiecie horochowskim w woj. wołyńskim i liczył w 1921 roku 1121 mieszkańców. Większość mieszkańców była narodowości żydowskiej.
W okresie międzywojennym funkcjonowała tu szkoła powszechna.
Podczas okupacji niemieckiej większość Żydów przesiedlono do getta w Horochowie. Dla pozostałych oraz dla przesiedleńców z okolicznych wsi Niemcy utworzyli w Drużkopolu getto. 8 września 1942 getto zlikwidowano rozstrzeliwując 500 Żydów. Zbrodni dokonało Sicherheitsdienst przy współpracy niemieckiej żandarmerii i ukraińskiej policji.
Kościół rzymskokatolicki w Drużkopolu pw. Niepokalanego Poczęcia Najświętszej Marii Panny i św. Stanisława Biskupa został zniszczony przez UPA. Świątynię wysadzono w powietrze w nocy z 6 na 7 stycznia 1944 roku.
Po wojnie miasteczko weszło w struktury administracyjne Związku Radzieckiego.